# Star! (Lied)
Star! ist der Titelsong der gleichnamigen Filmbiografie von Regisseur Robert Wise, die das Leben Gertrude Lawrences behandelt. Der Song wurde von Julie Andrews gesungen, die auch die Hauptrolle spielte.

## Hintergrund
Star! wurde von Texter Jimmy Van Heusen geschrieben und von Sammy Cahn komponiert. Als Produzent trat Saul Chaplin auf. Der Song erschien auf dem Soundtrack zum Film und wurde von 20th Century Fox verlegt.
Der Song ist während des Vorspanns zu hören und handelt davon, was einen Star ausmacht.

## Auszeichnungen
Das Lied erhielt bei der Oscarverleihung 1969 eine Nominierung als Bester Song.

## Coverversionen
Bereits 1968 veröffentlichte Frank Sinatra seine eigene Version des Songs, Sie erschien als Single und später auf zahlreichen Best-of-Alben. 1969 erschien das Album Star des Musikers Bobby Scott, auf dem er den Song ebenfalls coverte.